# Diouman
Diouman es una localidad y comuna del círculo de Dioila, región de Kulikoró, Mali. Su población era de 22.018 habitantes en 2009.